# Nephthea pacifica
Nephthea pacifica is een zachte koraalsoort uit de familie Nephtheidae. De koraalsoort komt uit het geslacht Nephthea. Nephthea pacifica werd in 1903 voor het eerst wetenschappelijk beschreven door Kükenthal. 